# Ryszard Kulesza (piłkarz)

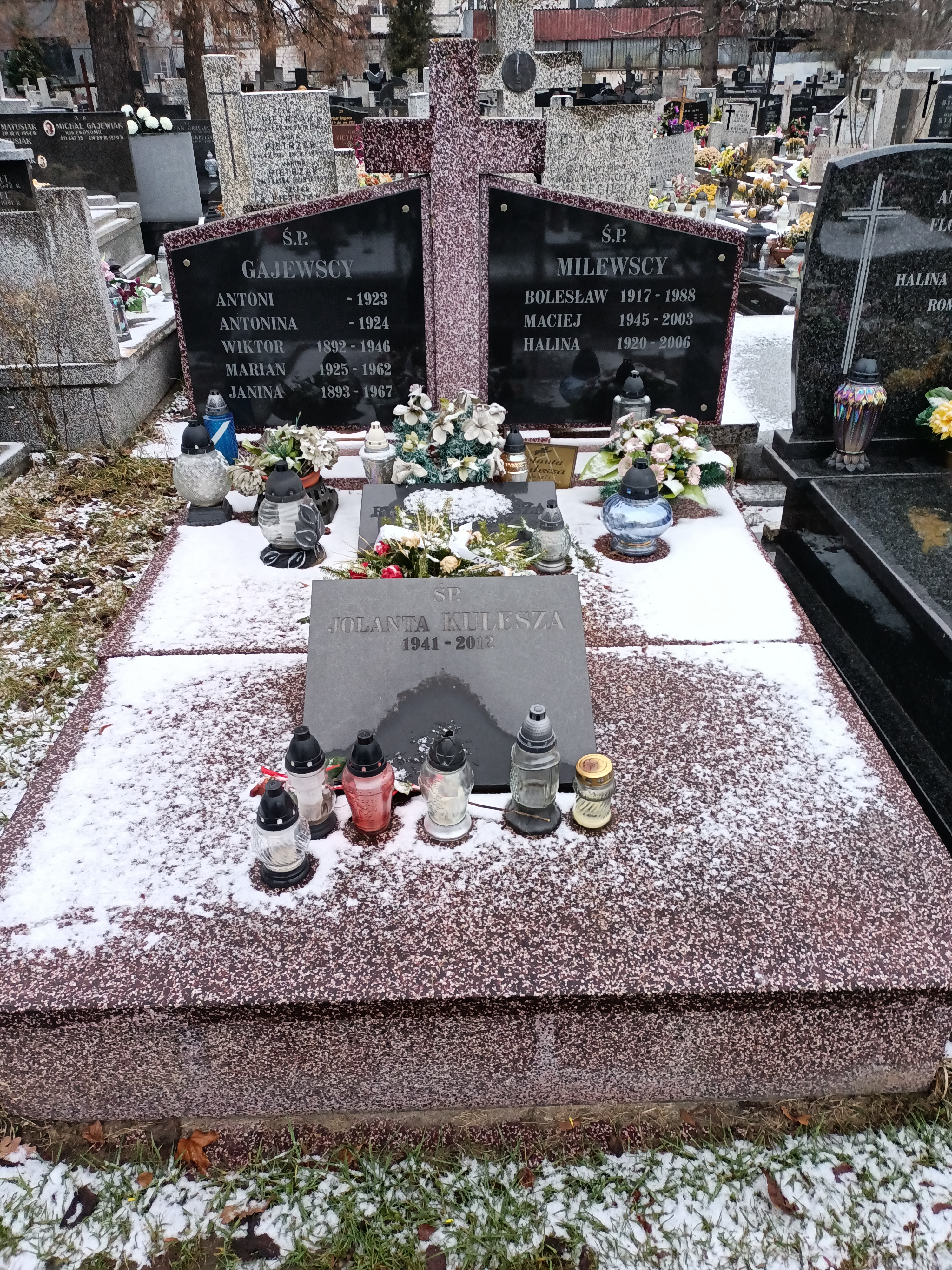
Grób Ryszarda Kuleszy na Cmentarzu Czerniakowskim w Warszawie

Ryszard Kulesza (ur. 28 września 1929 w Warszawie, zm. 19 maja 2008 tamże) – polski piłkarz, trener i działacz piłkarski, w latach 1978–1980 selekcjoner reprezentacji Polski.

## Życiorys
Syn Władysława. Podczas powstania warszawskiego jego ojciec został zastrzelony, a sam ledwo uniknął śmierci – niemiecki żołnierz rzucił go pod nadjeżdżający czołg. Następnie został wywieziony na roboty do Niemiec, skąd uciekł i wrócił pieszo do Polski.

### Kariera piłkarska
Występował w drużynach Okęcia Warszawa, Polonii Warszawa, Gwardii Warszawa i Polonii Bydgoszcz. Karierę zakończył w 1961 jako zawodnik warszawskiej Polonii.

### Kariera trenerska
Po zakończeniu kariery piłkarskiej pracował jako trener. W latach 1972–1974 był trenerem Lechii Gdańsk. Od 1974 pracował jako szkoleniowiec drużyn narodowych: reprezentacji do lat 21 (1974-1975) oraz reprezentacji do lat 23 (1975-1978). Współpracownik selekcjonerów reprezentacji Polski seniorów: Kazimierza Górskiego (1976) oraz Jacka Gmocha (1976-1977 i 1978). Po rezygnacji Gmocha, w październiku 1978 objął stanowisko selekcjonera reprezentacji Polski. Zwolniony w grudniu 1980 w następstwie tzw. afery na Okęciu. W następnych latach pracował m.in. w Tunezji i Maroku.

### Działacz
Po powrocie do Polski aktywnie uczestniczył w pracach Polskiego Związku Piłki Nożnej: od 1989 członek Prezydium i przewodniczący Rady Trenerów, inicjator założenia Szkoły Trenerów PZPN (tzw. kuleszówka), w latach 1991–1999 wiceprezes związku ds. trenerskich. W 1993 brał udział w decyzji o odebraniu Legii Warszawa mistrzostwa kraju w związku z tzw. niedzielą cudów: Prezydium Zarządu PZPN (w skład którego wchodził Kulesza) z powodu zarzutu „niesportowej postawy podczas rozgrywek” unieważniło wynik meczu pomiędzy Legią Warszawa a Wisłą Kraków (6:0), odbierając tym samym Legii tytuł mistrzowski. Komentując wynik meczu Legia-Wisła Kulesza miał powiedzieć: cała Polska widziała.
Był odznaczony Złotym Krzyżem Zasługi (1995) oraz Krzyżem Kawalerskim Orderu Odrodzenia Polski (1999).
Cierpiał na chorobę Alzheimera. Zmarł 19 maja 2008 w szpitalu w Międzylesiu. Został pochowany 29 maja 2008 na cmentarzu Czerniakowskim w Warszawie.